# Schloss Altmannsdorf

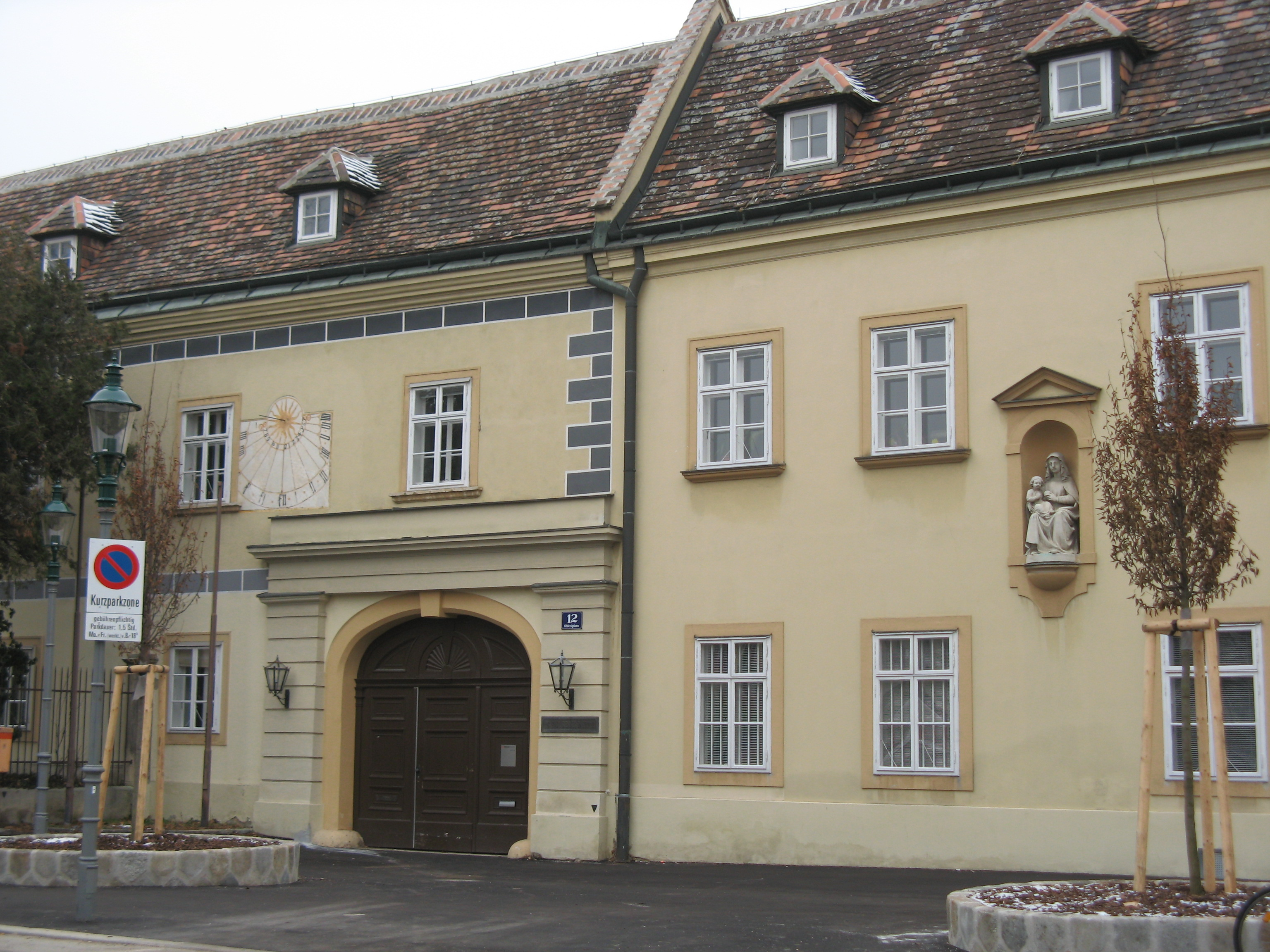
Schloss Altmannsdorf

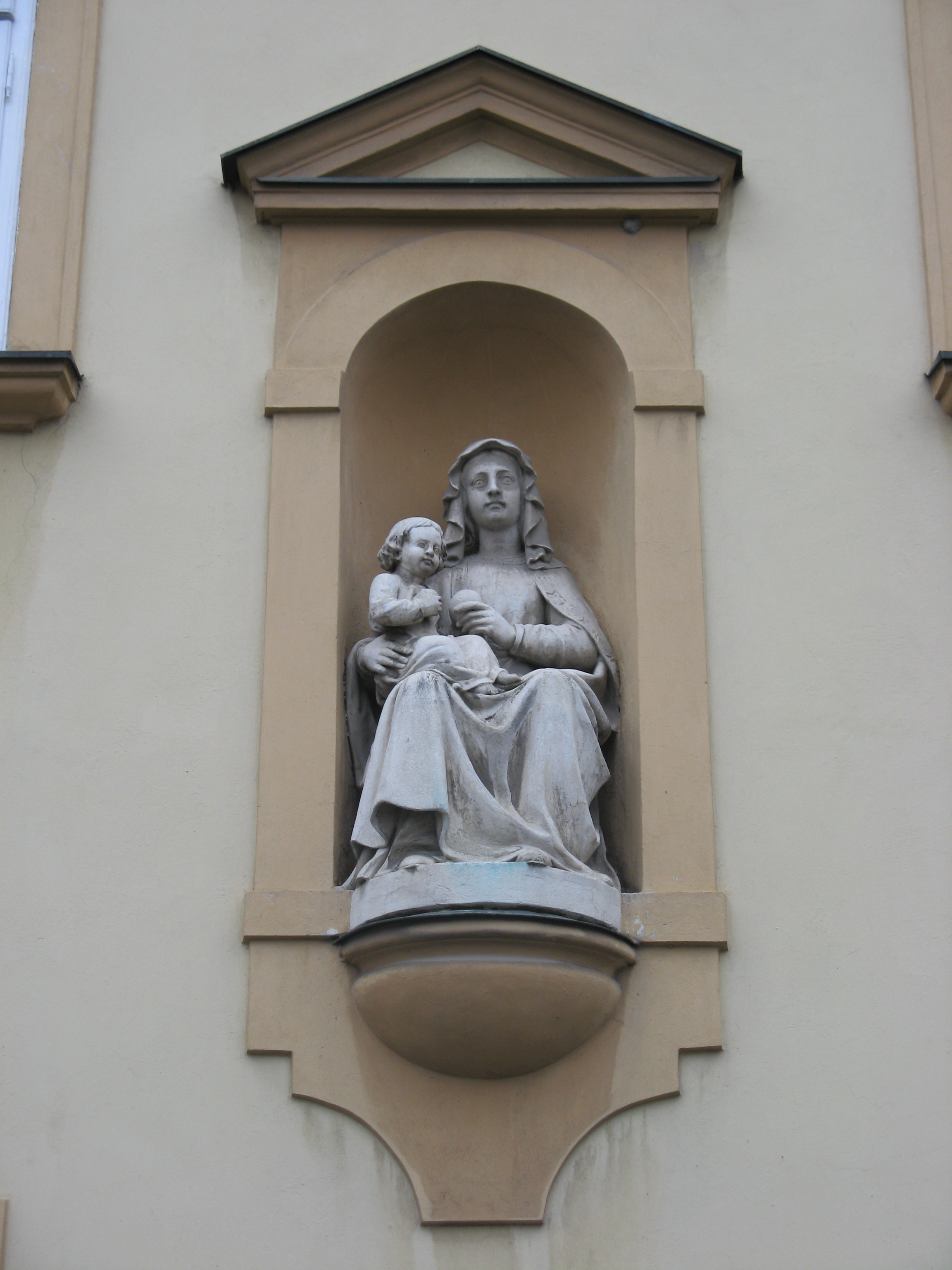
Nischenfigur der hl. Anna

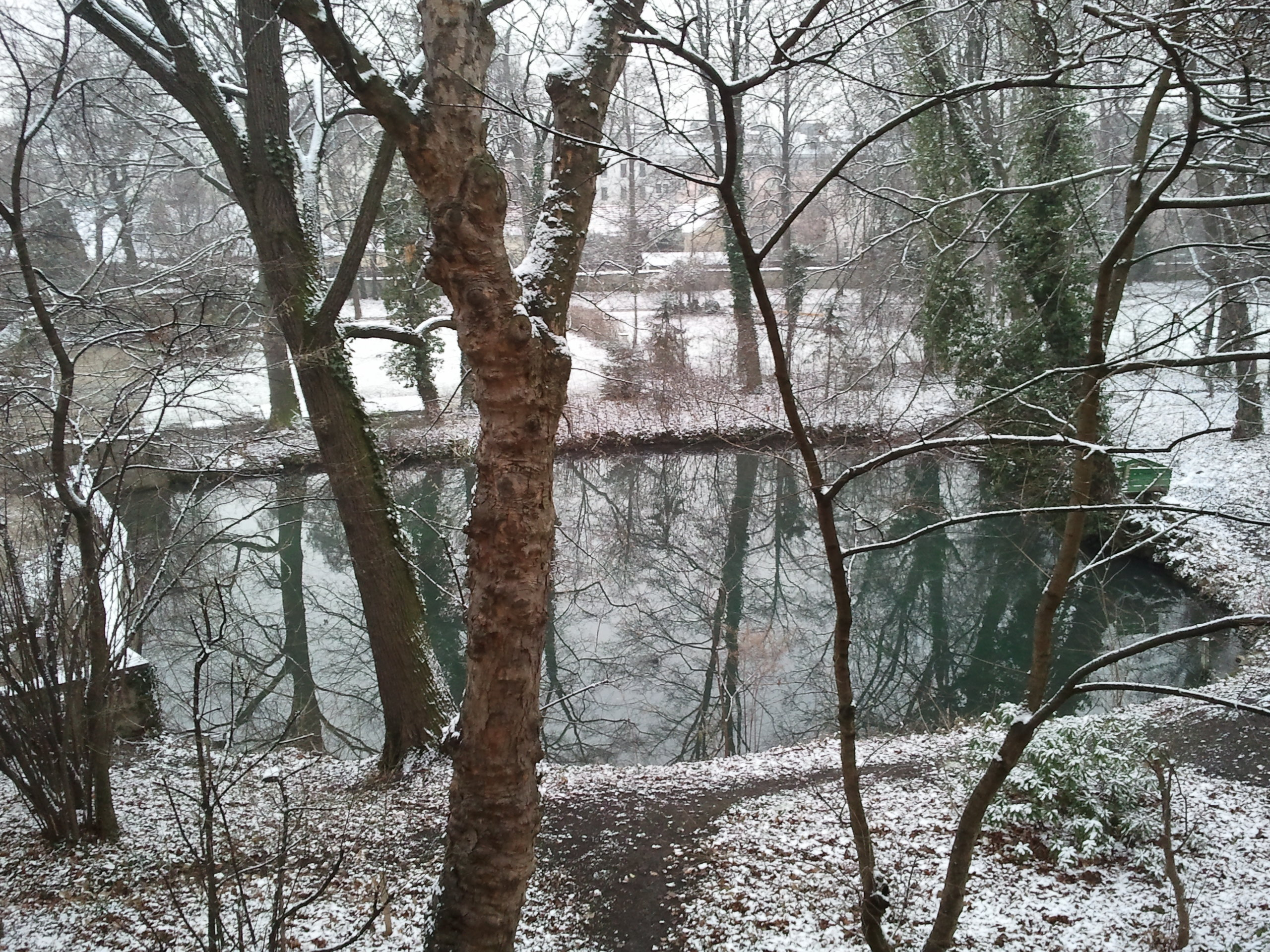
Schlossgarten Altmannsdorf

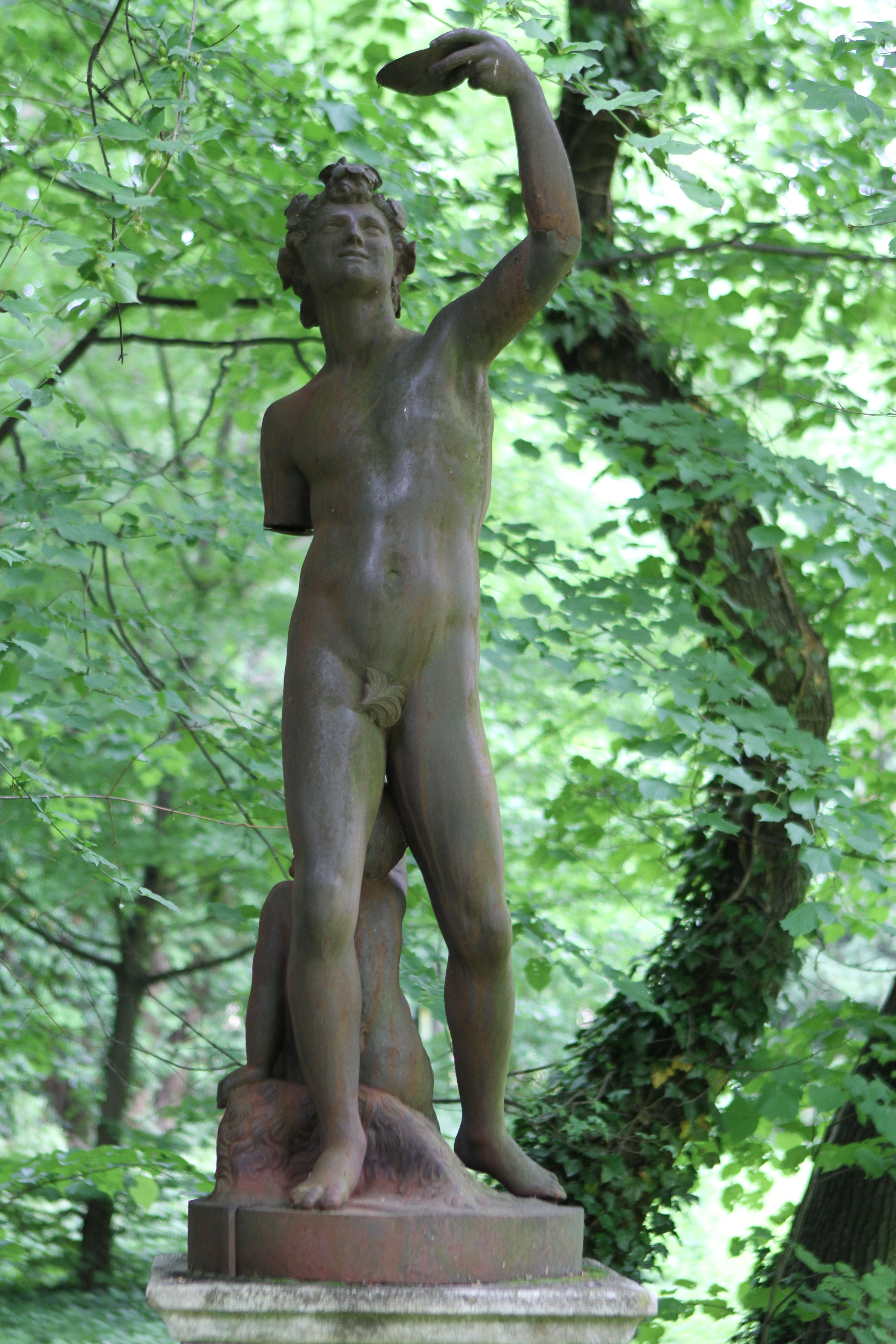
Plastik eines Bacchus mit Faun im Schlosspark

Das Altmannsdorfer Schloss ist ein ehemaliges biedermeierliches Landhaus im Ortszentrum von Altmannsdorf. Das Gebäude befindet sich am Khleslplatz 12 im 12. Wiener Gemeindebezirk Meidling und beherbergte bis 2017 das Renner-Institut und das Gartenhotel Altmannsdorf.

## Geschichte
An der Stelle des späteren Schlossgebäudes im Zentrum des Ortes Altmannsdorf befand sich ursprünglich ein als Oswaldhof bezeichneter Gutshof. Das Gut umfasste 2 Lehen, 14 Hofstätten und dazugehörige Äcker „unterhalb des Wienerberges“ und bildete im 15. Jahrhundert mit der Kapelle St. Oswald (siehe Altmannsdorfer Kirche), dem Oswaldhof und einem Halterhaus eine Einheit. Der Eigentümer, der Wiener Bürger und Ratsherrn Erhart Griesser, vererbte 1444 den Besitz an den Orden der Beschuhten Augustiner auf der Landstraße. Die Augustiner richteten sogleich ihren Verwaltungssitz (Augustinerhof) ein und übten fortan die Grundherrschaft über Altmannsdorf aus, bewirtschafteten die zum Hof gehörenden Grundstücke jedoch nicht. Die Kampfhandlungen während der ersten Türkenbelagerung Wiens 1529 zerstörten das Gebäude. Das erst 1539 notdürftig wiederaufgebaute Gebäude verlieh man 1570 einem niederösterreichischen Kammerherrn als Leibgedinge. Nach einigen weiteren Lehensbesitzern übernahmen es 1652 wieder die Augustiner. Bei der zweiten Türkenbelagerung Wiens 1683 wurde der Wirtschaftshof erneut zerstört und danach mit Veränderungen wiederaufgebaut.
Die napoleonischen Truppen richteten 1809 im Augustinerhof ein Feldspital ein. Nach Auflösung des Augustinerordens 1812 kam die Grundherrschaft und damit auch das Gebäude an die k.k. niederösterreichische Staatsgüterdirektion des niederösterreichischen Religionsfonds. 1818 oder 1819 kaufte Johann Baptist Hoffmann die Herrschaft für 52.300 Gulden und ließ den Hof zu einem biedermeierlichen Landhaus umbauen, das nunmehr Altmannsdorfer Schloss hieß. Nach Hoffmanns Tod gehörte das Schloss ab 1856 seiner Tochter Anna und ihrem Ehemann Johann von Hoffinger und diente 1866 der Einquartierung von sächsischen Truppen. 1899 verkaufte sie das Gebäude für 400.000 Gulden an Julius Frankl, dessen Sohn Robert zahlreiche Veränderungen vornehmen ließ. Damals lebte der Kunsthistoriker Dagobert Frey als Mieter auf dem Schloss; die befreundete Familie des Brauereibesitzers Moriz von Kuffner war im Sommer hier zu Gast. 1926 überschrieb Frankl den Besitz seiner Frau Maria, die 1953 einen Teil des Grundstücks einer Wohnbauvereinigung verkaufte, die hier eine Wohnhausanlage errichtete. 1967 kam das bereits in sehr schlechtem und verfallenem Zustand befindliche Schloss samt Schlosspark unter Denkmalschutz.
1973 erwarb das Renner-Institut, eine Bildungseinrichtung und die politische Akademie der Sozialistischen Partei Österreichs, für 8,55 Millionen Schilling das Anwesen. Gemeinsam mit dem Bundesdenkmalamt und städtischen Stellen ließ das Renner-Institut das alte Altmannsdorfer Schloss bis 1978 für 38,36 Millionen Schilling renovieren. 1980 wurde außerdem das Gartenhotel Altmannsdorf auf dem Areal errichtet und mit dem Schloss verbunden, womit der Seminarbetrieb aufgenommen werden konnte. Seither waren zahlreiche prominente internationale Politiker und politisch tätige Menschen hier zu Vorträgen und Diskussionsveranstaltungen zu Gast. Auch der Bruno-Kreisky-Preis für das politische Buch des Renner-Instituts wurde hier verliehen. Das Institut führt eine sozialwissenschaftliche Fachbibliothek.
Im Juni 2017 wurde im Bundesparteipräsidium und Bundesparteivorstand der SPÖ der Verkauf des Gartenhotels Altmannsdorf beschlossen. Anfang Jänner 2018 wurde das Hotel an eine österreichische Gruppe verkauft und hatte seinen letzten Betriebstag.

## Baubeschreibung
Das ursprünglich aus der Renaissance stammende Gebäude wurde im Laufe der Zeit durch Um- und Neubauten mehrfach verändert. Der Kern stammt aus der Zeit um 1700 und besteht aus einer zweigeschoßigen Anlage, die ursprünglich vierflügelig angelegt war und heute durch einen vorgezogenen Osttrakt gekennzeichnet ist. Die Fassade zum Khleslplatz ist einfach und besitzt ein breites korbbogenförmiges Tor mit Rustikarahmung und Steingewände. Daneben befindet sich nach Westen zur Oswaldgasse zu ein im 19. Jahrhundert neu errichteter Trakt, der von einer Nischenfigur der hl. Anna mit dem Marienkind aus der Mitte des Jahrhunderts geziert wird. Zur Hofseite liegt ein ehemals offener kreuzgratgewölbter Arkadengang.
Im Osttrakt befinden sich im Erdgeschoß zwei zum Garten orientierte Räume, die Kreuzgratgewölbe und Stichkappentonne wahrscheinlich vom Anfang des 18. Jahrhunderts besitzen. Der ganze Trakt wurde um 1820 biedermeierlich umgebaut und besitzt eine von einem übergiebelten Zwerchgeschoß und einer Freitreppe akzentuierte Fassade. Die Seitenachsen sind ebenfalls übergiebelt und von flachen Kolossalpilastern gerahmt. Die Innenräume wurden für das Renner-Institut weitgehend umgestaltet. Im Stiegenhaus und in einigen Sälen befinden sich noch Stuckrahmendecken aus der Zeit um 1820. Im Norden wurde das neue Gartenhotel angebaut.
Im Schlosspark befindet sich ein Gewächshaus aus der ersten Hälfte des 19. Jahrhunderts, das beim letzten Umbau stark verändert wurde und heute als Restaurant dient. Hier befinden sich die Gusseisenplastiken des flötenspielenden Marsyas und eines Bacchus mit Faun sowie zwei Löwen aus Sandstein. Eine Pyramidenpappel und eine Blutbuche sind als Naturdenkmäler ausgewiesen, an der Südfront stehen zwei Feigenbäume.